# Don't call me white
«Don't call me white» és un senzill de 7" de NOFX que inclou dues cançons de l'àlbum Punk in drublic (1994). El disc va tenir una tirada a 1.500 còpies en vinil blanc. També és el nom d'una cançó de NOFX, que de vegades canvia la paraula white per Scheiß (en alemany «merda») en els seus directes.
Quan el 1994 se li va preguntar en una entrevista a Fat Mike si la cançó tractava sobre el racisme invers, Fat Mike va respondre que «bàsicament, estic cansat de tots aquests termes políticament correctes amb què se suposa que s'hauria d'anomenar la gent ara».

## Llista de cançons
1. «Don't call me white»
2. «Punk guy»

## Versions
- Rancid també va versionar la cançó al disc compartit amb NOFX BYO Split Series Volume III.[3]
- El grup de street punk de l'Hospitalet de Llobregat Avalots en va fer una versió en català anomenada «No em digueu blanc».[4]
- El grup asturià Flashback també en va fer una versió en castellà titulada «Ni un paso atrás»,[5] així com el grup de mariachi El Gordo Miguel y su Banda del Norte, batejada com «No me llames gringo».[6]